# Moen Incorporated

Logo alternativo

Moen è una società statunitense che produce rubinetterie e accessori per uso domestico, fondata dall'inventore del miscelatore monocomando, Alfred M. Moen. La sede è a North Olmsted in Ohio. Moen originariamente era parte della Ravenna Metal Products di Seattle (Washington).

## Storia
Nel 1956, entra nel gruppo Stanadyne con la quale avvierà la produzione serie del miscelatore monocomando.
Il rubinetto inventato da Moen presentava la cartuccia interna, inizialmente fatta d'ottone, poi in polimero, di 4 pollici in lunghezza e 3/4 pollice in diametro. Tale cartuccia rimase in produzione con poche modifiche, dagli anni '60 al 2010. Successivamente dagli anni '80 vennero prodotte cartucce con dischi in ceramica.
Negli anni '70 venne presentato il Moentrol valvola termostatica per docce e bagni.